# 5301 Novobranets
5301 Novobranets è un asteroide della fascia principale. Scoperto nel 1974, presenta un'orbita caratterizzata da un semiasse maggiore pari a 3,3645618 UA e da un'eccentricità di 0,0989239, inclinata di 10,02564° rispetto all'eclittica.